# Mistyfikacje Zhemao

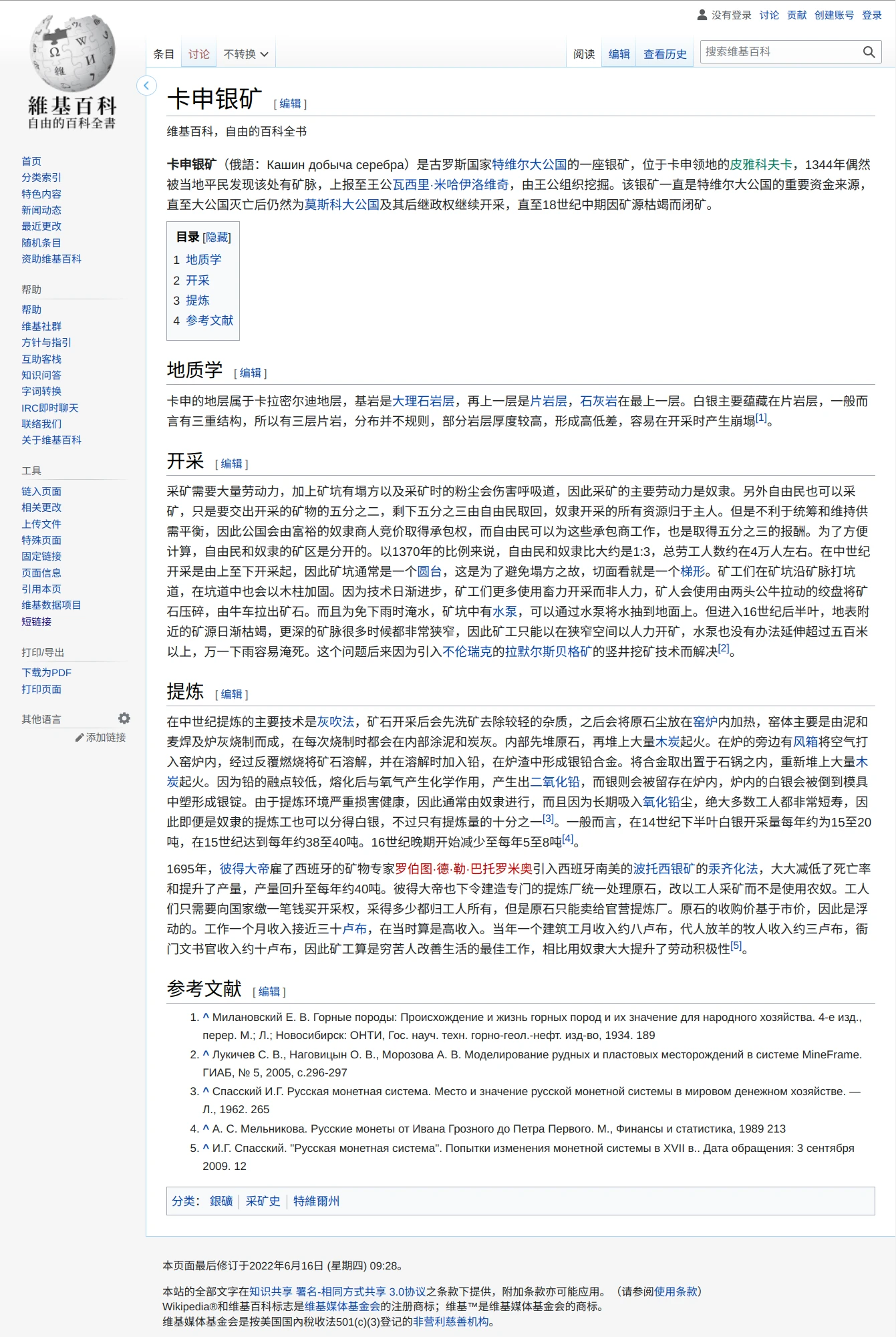
Mistyfikacja z chińskiej Wikipedii – hasło o rzekomej kopalni srebra w Kaszynie

Mistyfikacje Zhemao – określenie działalności woluntariuszki Wikipedii chińskojęzycznej piszącej pod pseudonimem Zhemao (折毛), która w latach 2012–2022 stworzyła na tej Wikipedii ponad 200 sfabrykowanych artykułów na temat historii średniowiecznej Rosji, co nazwano jednym z największych oszustw na Wikipedii.
Jej hasła mieszały fikcję z prawdą. Zhemao wykorzystywała przekład automatyczny w celu interpretacji rosyjskojęzycznych źródeł, a luki w tłumaczeniach uzupełniała zmyślonymi szczegółami. Z początku (w 2010 roku) edytowała w ten sposób hasła związane z historią Chin, a w 2012 roku zajęła się historią Rosji, ze szczególnym uwzględnieniem stosunków politycznych średniowiecznych państw słowiańskich. Kolejne fałszywe hasła uzupełniały i rozwijały poprzednie. Zhemao uniknęła wykrycia przez ponad dekadę, zdobywając zaufanie chińskiej społeczności,  m.in. poprzez podawanie się za córkę dyplomaty ze stopniem doktorskim z historii, używanie kont pacynek do stworzenia pozorów wsparcia przez innych wolontariuszy Wikipedii i wykorzystywanie wiary społeczności w rzetelność niejasnych, trudnych do zweryfikowania źródeł, które miały potwierdzać treść jej artykułów. Jej hasła opisywano jako „robiące spore wrażenie” i „przekonujące”, oraz jako pełne bardzo szczegółowych informacji.

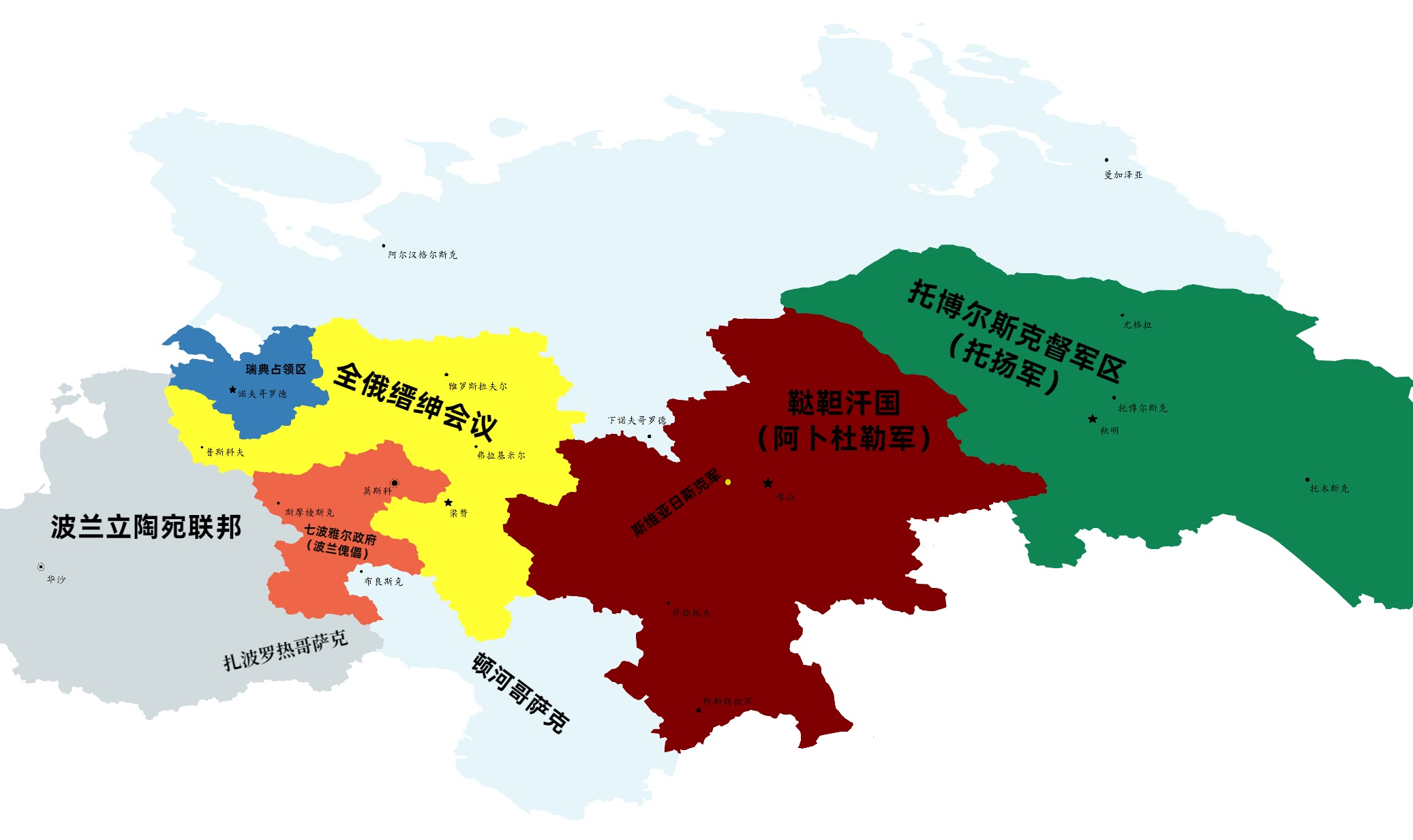
Mapa autorstwa Zhemao, przedstawiająca rzekome powstania tatarskie z 1611 roku

Mistyfikacje Zhemao zostały opisane przez chińskiego pisarza o pseudonimie Yifan, który opisał zbiór fałszywych haseł Zhemao w poście internetowym w czerwcu 2022 r. Uwagę pisarza zwrócił rozbudowany artykuł o kopalni srebra w Kaszynie, na który trafił on, szukając inspiracji do swojej twórczości. Według tego artykułu kopalnia srebra w Kaszynie była jednym z największych ośrodków przemysłowych średniowiecznej Europy i znacząco przyczyniła się do wzbogacenia tego regionu, a Wielkie Księstwo Moskiewskie i księstwo twerskie toczyły o nią wojnę. Gdy Yifan zaczął sprawdzać podane w artykule informacje, okazało się, że wiele z nich nie ma oparcia we wskazanych w artykule źródłach. Zauważył też, że wiele stworzonych przez Zhemao haseł o rosyjskiej historii nie istnieje na rosyjskiej Wikipedii albo jest tam o wiele słabiej opracowanych i nie zawiera wielu szczegółów opisanych przez nią na chińskiej Wikipedii. Na przykład, o ile samo miasto Kaszyn istnieje, o tyle żadne źródła nie potwierdzają, jakoby miałaby tam działać kopalnia srebra. Yifan wykrył podobne problemy w innych artykułach autorstwa Zhemao, a także w artykułach przez nią rozbudowanych. Najdłuższy z fałszywych artykułów autorstwa Zhemao (dziennikarz Vice porównał jego długość do powieści Wielki Gatsby, mającej ok. 50 tys. słów) zawierał szczegółowy opis trzech wymyślonych przez nią XVII-wiecznych powstań tatarskich i ich wpływu na Rosję, a także mapę narysowaną przez Zhemao. Inny artykuł Zhemao zilustrowała zdjęciami monet, w opisie których zaznaczyła, że otrzymała je bezpośrednio od zespołu archeologicznego. Jej hasło na temat deportacji ludności chińskiej w ZSRR zostało uznane za „hasło na medal” w chińskiej Wikipedii, a później przetłumaczone i wykorzystane w innych wersjach językowych: angielskiej, arabskiej i rosyjskiej.
W miesiącu, w którym odkryta została jej mistyfikacja, Zhemao opublikowała przeprosiny i ujawniła, że nie ma skończonych wyższych studiów, nie czyta biegle w języku angielskim ani rosyjskim, i że w rzeczywistości jest „gospodynią domową”. Swoje działanie tłumaczyła samotnością. Po ujawnieniu mistyfikacji konta Zhemao na chińskiej Wikipedii zostały zablokowane, a większość jej artykułów usunięta.
Incydent wzbudził wątpliwości co do wiarygodności Wikipedii i został porównany do kontrowersji Essjaya z wczesnych lat historii Wikipedii angielskojęzycznej. Z drugiej strony niektórzy komentatorzy nazywali Zhemao „chińskim Borgesem” i zasugerowali Zhemao, by rozważyła karierę pisarską, chwaląc jej „fantazję, która pozwoliła jej stworzyć całe uniwersum wokół nieistniejącej kopalni”.